# Théâtre romain de Locri
Le Théâtre romain de Locri (ville métropolitaine de Reggio de  Calabre), en Calabre, est situé dans le site archéologique de Locri Epizefiri  , dans la zone de Contrada Pirettina. Il a été construit au Ier siècle av. J.-C. sur le plan d'un théâtre grec antique original du IVe siècle av. J.-C. ; c'est le témoignage le plus important de la romanisation de la ville, qui se transforma en municipium, perdant progressivement de son importance,.
Au fil du temps, de nombreuses modifications ont été apportées sans que la date soit claire. Il a été mis en lumière en 1940 par Paolo Enrico Arias (it) ; les fouilles ont été terminées en 1957 par Alfonso De Franciscis.

## Historique
La ville de la Grande-Grèce de Locri Epizefiri est mentionnée par Aristote, qui fait remonter sa fondation aux serviteurs qui fuyaient Sparte alors que leurs maîtres étaient occupés à la guerre contre les Messéniens. La colonie, au-delà du mythe, avait comme premier établissement le promontoire de Zefiro et ce n'est qu'à la fin des hostilités contre les Sicules, qui se terminèrent par la victoire des Locriens, que l'établissement fut déplacé vers la plaine en contrebas, vers 670 av. J.-C.
La ville, qui a eu une histoire politique intéressante avec une démocratie modérée qui limitait le pouvoir absolu des aristocrates, a subi la tyrannie de Denys le Jeune (à partir de 356 av. J.-C.), fils du tyran Denys de Syracuse et d'une Locrienne, chassé de la ville sicilienne. Les Romains s'en emparèrent en 205 av. J.-C., après avoir eu une attitude ambiguë pendant les guerres puniques, ainsi que pendant l'occupation d' Hannibal de 216 à 215 av. J.-C.

## Description
Le théâtre est situé sur l'esplanade de la ville, avec la cavea adossée à une pente naturelle sur le flanc de la colline Cusemi. La forme est plus large qu'un demi-cercle. Le bâtiment pouvait accueillir jusqu'à 4 500 spectateurs. Depuis la cavea constituée de marches taillées en partie dans la roche et en partie aménagées de dalles du même grès, on pouvait profiter d'un panorama remarquable sur la ville et la mer.
Les marches étaient taillées dans la pierre tendre locale et divisées en sept coins ou secteurs (kerkìdes), à l'aide de six marches (klimakes). Une cloison horizontale ( diazoma) séparait les marches les plus hautes (epitheatron) qui sont aujourd'hui ruinées. On pense que le théâtre était également utilisé pour des réunions politiques.
Les Romains construisirent les couloirs latéraux et intervinrent surtout dans certaines zones des marches et de l'orchestre, réduisant l'espace pour les spectateurs et agrandissant l'espace destiné à un nouveau type de spectacle, comme les combats entre gladiateurs, et entre gladiateurs et animaux.

## Galerie

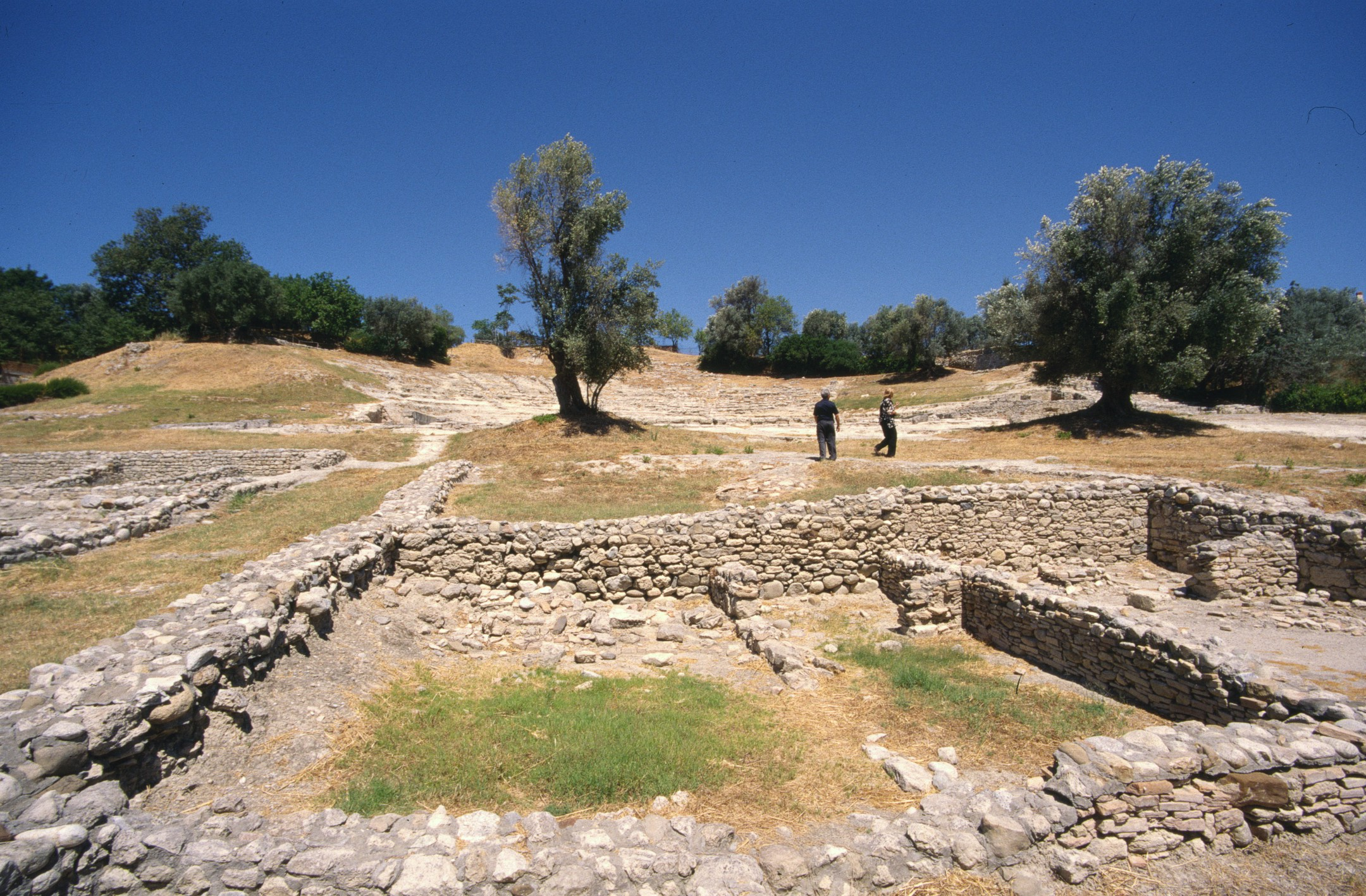
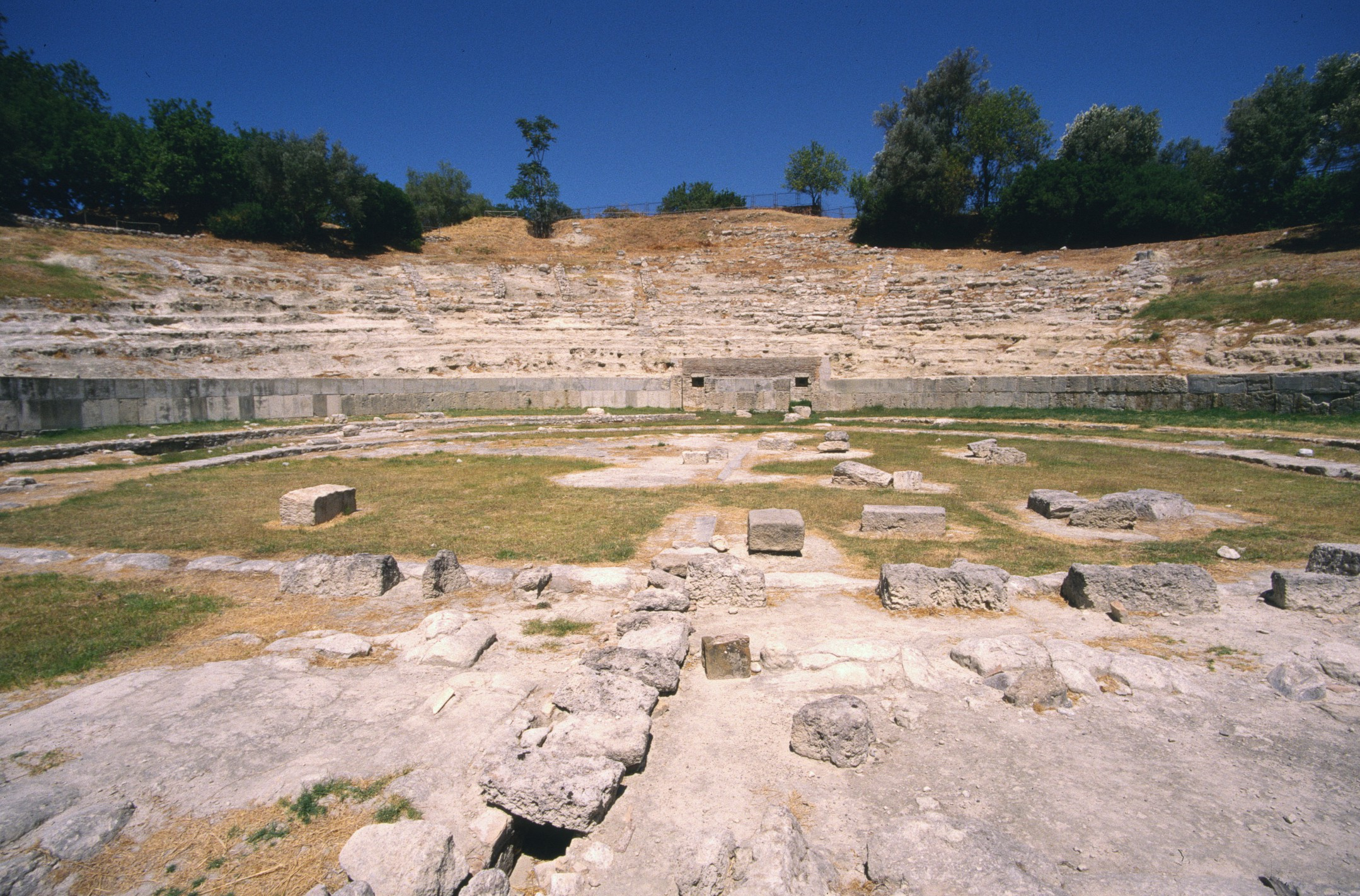